# Guenter Seidel

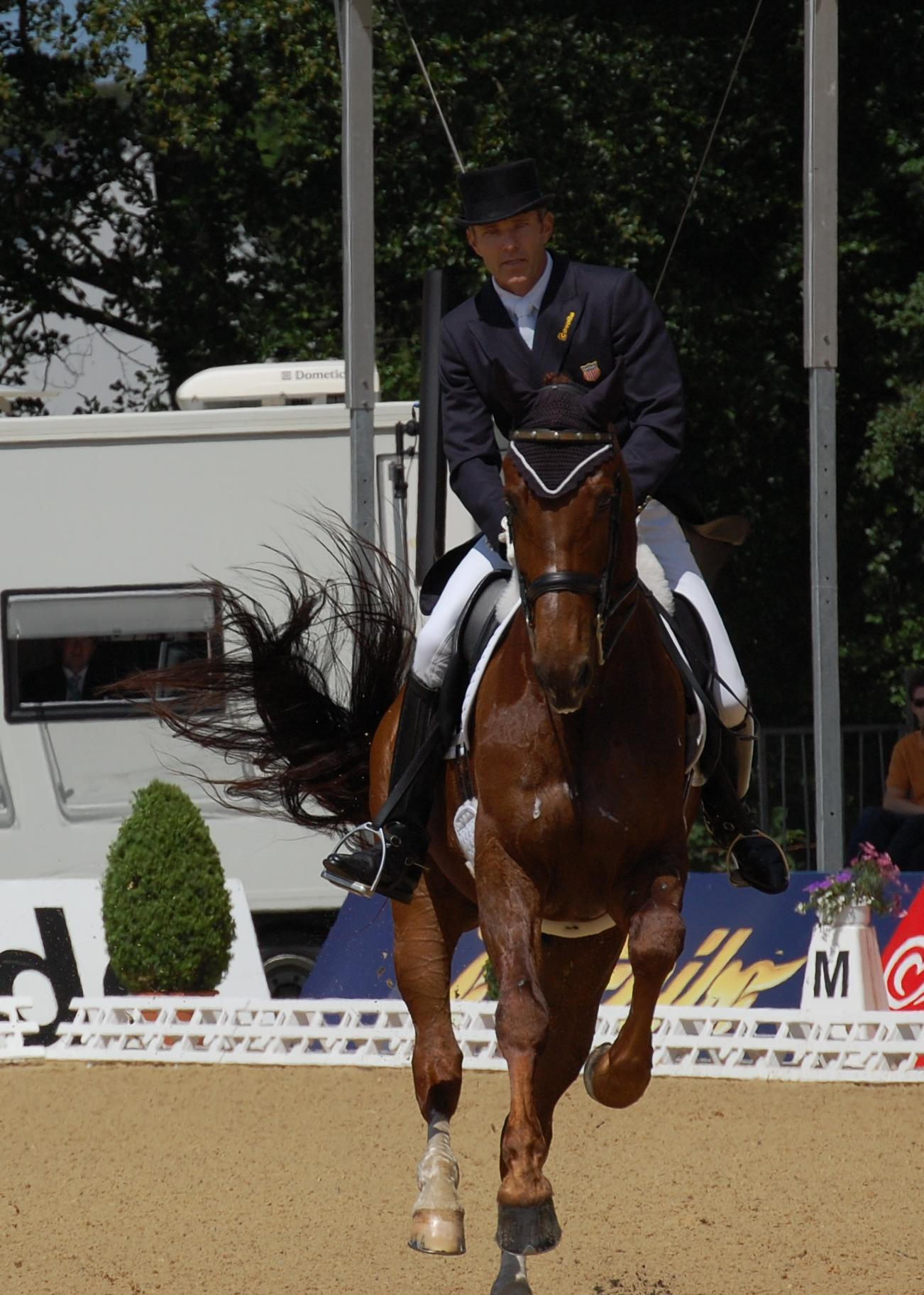
Guenter Seidel mit U II, Grand Prix beim Deutschen Dressur-Derby 2011

Guenter H. Seidel (* 23. September 1960 in Fischen im Allgäu) ist ein US-amerikanischer Dressurreiter deutscher Herkunft sowie dreimaliger olympischer Bronzemedaillengewinner.

## Werdegang
Seidel wurde in Deutschland geboren und begann dort mit dem Reitsport. Er war als Reitlehrer und Trainer von Dressurpferden tätig, bevor er selbst als Turnierreiter aktiv wurde. Nach einem Besuch in Kalifornien 1985 ließ er sich dauerhaft dort nieder und wurde amerikanischer Staatsbürger.
Mit verschiedenen Pferden verhalf Seidel den Vereinigten Staaten bei drei aufeinanderfolgenden Olympiateilnahmen zum Gewinn der Bronzemedaille in der Teamwertung. Bei den Spielen 1996 in Atlanta ritt er Graf George, bei den Spielen 2000 in Sydney trat er mit Foltaire an und bei den Spielen 2004 in Athen stellte er  Aragon vor. Außerdem nahm er an allen drei Spielen an den Dressur-Einzelwettbewerben teil. Sein bestes Ergebnis war ein achter Platz im Jahr 1996.
Darüber hinaus gewann er Teamsilber bei den Panamerikanischen Spielen 1995 und bei den Weltreiterspielen 2002. Beim Dressurweltcup-Finale erreichte er 2016 in Göteborg mit Zero Gravity Rang 14.